# Mješko I.
Mješko I. (poljsko Mieszko I), knez oziroma vojvoda na Poljskem, * ~ 930, † 25. maj 992.
Mješko je velikopoljski državi Pjastov vladal od leta 963. Leta 966 je sprejel krščanstvo neposredno iz Rima. Svojo oblast je proti severu razširil do Baltiškega morja, osvojil Šlezijo in Malopoljsko in ustvaril Poljsko državo. Leta 990 jo je podredil Cerkveni državi.

## Življenjepis
Mješko I., vladar iz dinastije Pjastov, je leta 963 zavladal v prestolnici Gnieznu, kjer je na čelu države Poljanov nasledil svojega očeta Sjemomisla.
Takoj po prevzemu vladanja je poskušal prodreti proti severozahodu, a ga je v ustju Odre premagal in zaustavil Gero (†965), mejni grof saške Vzhodne marke, vzhodnega krila Vzhodno-frankovskega cesarstva. Potem ko se je zavaroval nasproti cesarstvu s tem, da je začel cesarju Otonu I. plačevati davek za ozemlje, ki se je zanj bojeval, je poskusil znova. Leta 967 je prišel do ustja Odre. Njegov napredovanje je vznemirilo mejnega grofa saške Vzhodne marke Oda I., ki se je Mješku postavil v bran, a ga je ta leta 972 premagal pri Cadzyni, ob izlivu Warte v Odro. Mješko je navezal politične stike s Skandinavci in kasneje tudi poročil svojo hčer Świętosławo s švedskim kraljem.
Da bi se zavaroval pred nemškimi grožnjami, je Mješko sklenil zavezništvo s češkim vojvodo Boleslavom I. in se leta 965 poročil z njegovo hčerko Dubravko. Naslednje leto (966) se je dal krstiti in z njim je morala sprejeti krščanstvo vsa njegova dežela. Letnica 966 se pogosto jemlje kot začetek Poljske države. Leta 968 je Poljska dobila prvo škofijo (verjetno v Poznanju). Pomembno je, da prvi škof, Jorodan, ni prišel iz nemških dežel ampak iz spodnje Lotaringije, verjetno iz Lièga.
Po ženini smrti se je Mješko leta 978 poročil z Odo, hčerko Dietricha, mejnega grofa saške Severne marke, in s tem nakazal težnjo k zbližanju s Svetim rimskim cesarstvom. Po velikem slovanskem uporu leta 983, v katerem je cesarstvo izgubilo izpod svoje oblasti ozemlja vzhodno od Labe in Saale, je Mješko v tihem soglasju s cesarstvom do leta 990 zasedel obalno območje Baltiškega morja med ustji Odre in Visle, vključno s Szczecinom.
Leta 984 so se zaostrili Mješkovi odnosi s češkim vojvodo Boleslavom I. Njuna zveza je razpadla in po medsebojni vojni je Mješko zasedel Šlezijo in Malopoljsko s Krakovim. Ob koncu vladavine je tako obvladoval ozemlje 250.000 km2 z milijon in četrt prebivalci.
Mješko I. je bil zelo aktiven in sposoben vladar. Njegova diplomatska dejavnost je segala od Rima do Kijeva, od Ogrske do Skandinavije. Premišljeno se je lotil notranje organiziranosti države in svoje naloge in koristi delil s svojimi pristaši, s stalno in v bojih izurjeno "družino". Da bi zavaroval svojo državo pred germanskim vplivom, je, tako se zdi, skušal njeno cerkev podredil neposredno Svetemu sedežu v Rimu. Sled takih diplomatskih prizadevanj je dokument, ki ga po prvih besedah njegove ohranjene okrajšave imenujejo Dagome iudex. Ta dokument je vseboval opis državnih meja in akt, s katerim je Mješko podaril sv. Petru prestolnico Gniezno s pripadajočim ozemljem, to se pravi, izročil je Poljsko posebnemu papeškemu varstvu, bolj cerkvenemu kot političnemu, ker je upošteval tedanjo slabotnost papežev.
Poljska je prostovoljno sprejela krščanstvo, ki je pomenilo tudi napredek v gospodarskem razvoju, in se na ta način pridružila Christianae reipublicae, kot so sodobniki imenovali svojo rahlo povezano kulturno skupnost. Mješkovo željo po lastni cerkveni metropoli in nadškofiji, podrejeni neposredno Rimu, pa je uresničil njegov sin in naslednik Boleslav I.

## Družina
Mješko I. je imel z Dubravko, hčerko češkega vojvode Bolesava I., dva otroka, to sta:
- Boleslav I., kasnejši poljski kralj
- Świętosława (Sigrid) (968/72- ~1016) ∞ 1) Erik Segersäller, kralj Švedske; 2) Swen Vilobradati, kralj Danske; verjetno je mati Knuta Velikega, kralja Danske, Norveške in Anglije.

Morda izhaja iz zakona z Dubravko tudi kasnejši češki vojvoda Vladivoj ali Lambert (* okrog 981; † 1003).
V zakonu z Odo von Haldensleben, hčerko mejnega grofa saške Severne marke Dietricha, so se rodili trije sinovi:
- Mješko mlajši (okrog 979 - po 992/95), imel je sina Dytryka (okrog 995 - po 1033)
- Lambert
- Świętopełk.